# Striga hallaei
Striga hallaei är en snyltrotsväxtart som beskrevs av A. Raynal. Striga hallaei ingår i släktet Striga och familjen snyltrotsväxter. Inga underarter finns listade i Catalogue of Life.